# 井上博允
井上 博允（いのうえ ひろちか、1942年(昭和17年)7月 - ）は、日本のロボット工学者。東京大学名誉教授、工学博士。鹿児島県鹿児島市出身。
１９６９年に計算機で制御される双動性を備えたマニピュレータの開発に世界で初めて成功、クランクの回転・ピンを穴に抜き差し・直接教示など、触覚と力覚を使う重要な動作機能を実現した。１９７０年電子技術総合研究所の知能ロボットプロジェクトに加わり、ハンドアイシステムで視覚フィードバックによる組み合わせ作業を実現、客員研究員で訪れたMITにおいてロボットによる千分の一インチのはめあい作業を実現する。
１９７８年東京大学助教授に着任し情報システム工学（JSK）研究室を開設、８４年教授。JSKでは知能ロボットプログラミングシステム、視覚と知能を持つマニピュレータ、実時間視覚システム、移動ロボット総合システム、パラレルマニピュレータ、ヒューマノイドロボット等、知能ロボット全般にわたり多数の顕著な研究業績を上げる。４０年に及ぶ一連の研究は「感覚と知能を持つロボットの基盤技術の開拓」として第１０６回日本学士院賞を受賞した。ロボット工学の黎明期から誕生期・発展期を通してロボットの研究開発を牽引し、ロボティクスの誕生と発展に貢献した世界的パイオニアとして知られる。

## 研究経歴

### 東京大学藤井澄二研究室（大学院生時代）
1965年東京大学大学院に進学し、手作業の自動化を目的とした人工の手の研究に着手、修士論文で論理機械によって制御される人工の手を開発[1]。1969年博士論文として計算機で制御される双動性を備えたマニピュレータの開発に世界で初めて成功。触覚と反力の感覚を用いて、クランクの回転、ピンを穴へ抜き差しする動作等を実現。双動性を利用した位置目標値の教示やプログラムの作成と実行を含むロボット計算機制御システムの原型を開発した[2]。

### 電子技術総合研究所
1970年電子技術総合研究所に入所。知能ロボット開発プロジェクトに参加、ETLロボットマーク1のマニピュレータ制御を担当し、視覚チームと共同でハンド・アイ・システムを開発、ビジュアルフィードバックによる物体の組み合わせ作業を実現した[3]。マニピュレータとTVカメラを搭載した移動ロボットの知能制御、磁気粉体クラッチを用いたトルク制御マニピュレータ開発、滑らかな力ベクトル制御を実現するなど、世界のハンドアイシステム開発プロジェクトと競い、我が国の知能ロボット先端研究に携わる。1973年より1年間MIT・AIラボにて客員研究員として長期在外研究、力センサーを組み込んだロボットハンドを用いて、1000分の1インチ隙間の精密組み立て作業を実現した。[4]

### 東京大学情報システム工学研究室
1978年東京大学機械工学科助教授に着任、情報システム工学(JSK）研究室を開設、84年教授。JSKでは手と目と頭脳を統合したロボット＝知能ロボットシステムを研究室のテーマとした。最初の5年間でマニピュレータとテレビカメラをインターフェイスしたコンピュータにLISP処理系を実装し、知能ロボット研究プラットフォームとして、総合プログラミングシステムCOSMOSを開発[5]。以後、初期のJSKの研究はCOSMOSを用いて行われ、個々の研究結果は実際に走るプログラムとしてCOSMOSに統合していくという循環型研究で、知能ロボット＝ロボット研究プラットフォームを年々成長させていった。COSMOSはCOgnitive Sensor Motor Operations Studyの頭辞語であるが、コスモスはキク科の1年草であり色とりどりの花を咲かせ続ける為には毎年種を蒔く必要があることから、大学における基礎研究を継続的に育てるシステムの名前にしたとされる。JSKにおける研究はロボットの全分野をカバーしており、次の４分野に整理される。

（1）マニピュレーション

　研究用標準型マニピュレータ開発

　ロボット言語の研究

　パラレルマニピュレータの開発[8]

　グラスプレスマニピュレーションの研究、等。

（2）ロボットビジョン

　視覚による柔軟物体（紐）のハンドリング[6]

　マルチウインドウ視覚システム用LSIの開発[7]

　相関演算に基づく実時間トラッキングビジョンシステムの開発

　移動ロボットの視覚誘導の研究

　触覚センサースーツの開発[12]、等。

（3）ソフトウエア及び実世界の人工知能

　知能ロボット研究開発プラットフォームCOSMOSの構築[5]

　物体の見方と見え方に関する人工知能の研究[9]

　人間の動作を観察し理解し模倣することによりロボット動作を自動獲得する研究[10]、等。

（4）ヒューマノイド研究:　JSKのヒューマノイド研究はリモートブレイン方式の人型ロボット研究からCOSMOSを引き継ぐ知能ロボット研究プラットフォームであるH5、H6、H7など、眼と手足を備えた知的認識行動システムとして進化し、その知見はプラットフォーム提供型ヒューマノイド開発というHRPプロジェクトの企画設計に生かされた。
2004年3月定年退官と共に研究の最前線から退く。最終講義は「ロボティクスの誕生と発展」と題し、40年に亘る研究を年表に纏めつつ振り返った。この講義内容は、国立情報学研究所発行の書籍「知と美のハーモニー３」にビデオとともに紹介されている。退官後JSKは知能機械情報学専攻稲葉雅幸教授に引き継がれ現在に至る。
ロボットの新分野開拓を目指して多数の研究協力者と共に行なった代表的な大型共同研究は次のとおり。
- 科学研究費補助金 重点領域研究「知能ロボット」領域代表者
- 未来開拓学術研究「マイクロ・ソフトメカニクス統合体としての高度生体機能機械の研究」研究代表者
- 経済産業省・NEDO「人間協調共存型ロボットシステムの開発」プロジェクトリーダー

### 退官後
日本学術振興会監事として科学研究費等の学術研究振興と人材育成に携わる。東大IRT研究機構の特別顧問、産総研デジタルヒューマン研究センターの研究統括のほか、フリーランスのロボティシストとして企業等のロボット技術開発を指導助言。愛・地球博では経産省NEDOのロボット開発プロジェクトを陣頭指揮して万博の目玉展示「2030年ロボットと暮らす街」を成功に導いた。
- 愛・地球博「NEDOロボット開発プロジェクト」プロジェクトリーダー[2]

## 略歴
- 1965年3月：東京大学 工学部 産業機械工学科 卒業
- 1967年3月：東京大学 大学院 工学系研究科 修士課程修了
- 1970年3月：東京大学 大学院 工学系研究科 博士課程修了、工学博士
- 1970年4月：通商産業省 工業技術院 電子技術総合研究所に着任
- 1973年9月：マサチューセッツ工科大学 人工知能研究所 客員研究員（～1974年9月）
- 1977年4月：東京大学 工学部 機械工学科 助教授
- 1984年8月：東京大学 工学部 機械工学科 教授
- 1995年4月：東京大学 大学院 工学系研究科 情報工学専攻 教授
- 2001年4月：東京大学 大学院 情報理工学系研究科 知能機械情報学専攻 教授
- 2003年4月：産業技術総合研究所 デジタルヒューマン研究センター 研究統括（非常勤）
- 2004年3月：東京大学 定年退官
- 2004年4月：日本学術振興会 監事（～2009年9月）
- 2004年6月：東京大学 名誉教授
- 2006年9月：東京大学 IRT研究拠点 特別顧問（～2010年3月）
- 2010年4月：産業技術総合研究所 デジタルヒューマン工学研究センター 研究顧問(非常勤)

## 受賞・栄典
- 日本機械学会（1971年論文賞[3]、1996年ロボットメカトロニクス部門功績賞、1997年100周年記念功績賞、2002年ロボットメカトロニクス部門ROBOMEC賞[4]）
- 日本ロボット学会（1987年論文賞[5]、1997年実用化技術賞[6]、1998年論文賞[7]、1999年論文賞[8]、2004年論文賞[9]、2012年設立功労者特別賞[10]）
- 計測自動制御学会（1988年技術賞[11]、
- 人工知能学会（1988年度論文賞[12]
- IEEE（2000年IEEE/RAS Int. Conference on Humanoid Robotics, Best Paper Award[13]、2005年Robotics and Automation Society, Pioneer Award、2011年Technical Field Award: Robotics and Automation Award）
- Pattern Recognition Society（1975年Best Paper Award[14]）

- 1993年：IJCAI Outstanding Paper Award（人工知能国際会議）[15]
- 1994年：JIRA Award（産業ロボット国際会議）[16]
- 1999年：The Joseph Engelberger Robotics Award 技術部門[17]
- 2002年：東京都科学技術功労者表彰
- 2008年：紫綬褒章[18]
- 2010年：フランス共和国 国家功労勲章オフィシエ章
- 2016年：日本学士院賞

## 社会的活動
- 日本機械学会（フェロー：2000年）
- 日本ロボット学会（1988～1990年：理事、フェロー：2003年）

- International Journal of Robotics Research

（1983年8月～：Editorial Board、2004年1月～：Advisory Board）
- International Journal of Robotic Systems

（1985年1月～：Editorial Board）
- IFRR（International Foundation of Robotics Research）

（1987～1995年：Secretary、1995～2001年：President）
- 経済産業省 人間協調共存型ロボットシステムの開発「ヒューマノイドロボティクス」プロジェクト プロジェクトリーダー
- 愛・地球博「NEDOロボット開発プロジェクト」プロジェクトリーダー[2]

## 主要な著作
学位論文
- 井上博允『人工の手の制御に関する研究』〈博士論文（甲02215、博工第316号）〉1970年3月。

著書
- 井上博允　岩波講座マイクロエレクトロニクス11「メカトロニクス」第5章「ロボットシステム」、岩波書店、1985年1月。（制御・視覚の基本関数から実時間OS・ロボット言語に至るまでハンドアイシステムを構築するソフトウエアを具体的に説明したコンパクトな教科書）
- 井上博允　岩波講座 ロボット学 第１巻「ロボット学創成」第2章「ロボットの進歩と課題」、岩波書店、2004年9月。ISBN 978-4000112413。（ロボット研究開発の歴史を一連の写真と説明により解説し将来方向を展望している）

論文
- 1) 井上博允「論理機械によって制御される人工の手」『計測と制御』第7巻第12号、1968年、839-844頁、doi:10.11499/sicejl1962.7.839。
- 2) 井上博允「人工の手の計算機制御」『日本機械学会誌』第73巻第618号、1970年7月、946-954頁、NAID 110002468583。
- 3）Y. Shirai and H. Inoue: Guiding a Robot by Visual Feedback in Assembling Tasks, Pattern Recognition, Vol.5, pp.98-108, 1973。
- 4）H. Inoue: Force Feedback in Precise Assembly Tasks, Bull. ETL,　Vol.38, No.12,　pp.775-789, 1974。
- 5）小笠原 司，井上博允「知能ロボット・プログラミングシステムCOSMOS」『日本ロボット学会誌』Vol.2, No.6, pp.507-525, 1984。
- 6）稲葉雅幸，井上博允「ロボットによる紐のハンドリング」『日本ロボット学会誌』Vol.3，No.6，pp.32-41，1985。
- 7）井上博允，溝口博，稲葉雅幸，池端重樹，磯貝文彦「複数の注視領域を有するロボット視覚のためのウィンドウ制御用LSIの開発」『計測自動制御学会論文集』Vol.23，No.12，pp.1289-1295, 1987。
- 8）津坂祐司、福泉武史、井上博允「パラレルマニピュレータの設計と機構特性」『日本ロボット学会誌』Vol.5,No.3,180-188, 1987。
- 9）伊庭斉志、松原 仁、井上博允「環境モデルにおける物体の見え方と見方」『人工知能学会誌』Vol.3, No.4,　pp.474-485, 1988。
- 10）Y. Kuniyoshi, M. Inaba, and H. Inoue: Learning by Watching: Extracting Reusable  Task Knowledge from Visual Observation of Human Performance, IEEE Transactions on Robotics and Automation, Vol. 10, No. 6, pp. 165-170, 1994。
- 11）加賀美聡, 稲葉雅幸, 井上博允「リモートブレイン方式におけるソフトウェアプラットフォームの構造化と実現」『日本ロボット学会誌』 Vol. 15, No. 4, pp. 550-556, 1997。
- 12）稲葉雅幸, 星野由紀子, 井上博允「導電性ファブリックを用いた全身被覆型触覚センサスーツ」『日本ロボット学会誌,』Vol. 16, No. 1, pp. 80-86, 1998.。
- 13）井上博允, 加賀美聡「ヒューマノイドロボットの知能ソフトウエア統合」『日本ロボット学会誌』 Vo.19, No.7, pp830--833, 2001。
- 14）J. J. Kuffner, K. Nishiwaki, S. Kagami, M. Inaba, and H. Inoue: Dynamically-Stable Motion Planning for Humanoid Robots, Autonomous Robots, Vol.12 No.1, pp.105-118, Kluwer Academic Publishers, 2001。

解説
- 井上博允「知能ロボットに関する最近の研究動向: 重点領域研究「知能ロボット」とその周辺」『計測と制御』第35巻第4号、1996年、237-242頁、doi:10.11499/sicejl1962.35.4_237。
- 井上博允、比留川博久「人間協調・共存型ロボットシステム」『日本ロボット学会誌』第18巻第8号、2000年、1089-1092頁、doi:10.7210/jrsj.18.1089。
- 井上博允「愛・地球博ロボットプロジェクトから学ぶもの」第24巻第2号、2006年、doi:10.7210/jrsj.24.148。
- 井上博允「トランスペアレントなロボットシステム」『日本ロボット学会誌』第23巻第4号、2005年、422-425頁、doi:10.7210/jrsj.23.422。
- 井上博允「科研費を卒業してから思うこと」（PDF）『私と科研費』2011年6月。

## 主な課程博士
小笠原司(後 電総研、NAIST)
溝口博(後 東京理科大学)
稲葉雅幸(後 東京大学)
津坂祐司(後 (株)豊田中研)
國吉康夫(後 電総研、東大)
相山康道(後 東大、筑波大）
森武俊(後 東京大学)
柴田智広(後 NAIST、九工大)
岡哲資(後 福岡工大、日大)
加賀美聡(後 産総研)
松本吉央(後 大阪大、産総研)
稲邑哲也(後 東大、NII)
長坂憲一郎(後 (株)ソニー)
但馬竜介(後 (株)豊田中研)
西脇光一(後 産総研)
大武美保子(後 東大、千葉大)